# Fluorodesossiglucosio
Il fluorodeossiglucosio, o impropriamente fluorodesossiglucosio, è un analogo del glucosio. Il suo nome chimico completo è 2-fluoro-2-deossi-D-glucosio o anche 2-fluoro-2-deossi-D-glucopiranosio, abbreviato solitamente come FDG.
L'FDG è usato solitamente nell'imaging biomedico e in particolare come radiotracciante per la tomografia a emissione di positroni (PET): il fluoro presente nella molecola viene reso in grado di emettere positroni. Si tratta infatti di un fluoro-18, un radioisotopo in grado di emettere positroni rilevabili dalla PET. Dopo l'infusione, l'apparecchio PET è in grado di rilevare con estrema precisione concentrazioni differenti della molecola nei diversi distretti dell'organismo. Tali immagini permettono la diagnosi di diverse condizioni patologiche, come ad esempio i tumori.

## Meccanismo di azione
L'FDG, in quanto analogo del glucosio, viene captato in gran quantità da cellule ad alto utilizzo di glucosio, come quelle del cervello o del rene. Viene captato in gran quantità anche dalle cellule tumorali. Come per il glucosio, all'ingresso nella cellula l'FDG viene fosforilato in posizione 6, impedendone la fuoriuscita dalla cellula. A differenza del glucosio, tuttavia, l'FDG non può essere catabolizzato nella via glicolitica e rimane nella forma di FDG-6-fosfato fintantoché la molecola rimane radioattiva (e quindi visibile attraverso PET). Prima del decadimento del 18F-FDG, infatti, la molecola non può essere utilizzata a causa dell'ingombro sterico generato dal fluoro. Il decadimento stesso, di fatto, porta il sostituente in posizione 2 da 18F a 18O: ciò significa che la molecola risultante è una vera e propria molecola di glucosio-6-fosfato, normalmente metabolizzabile dall'organismo.
La distribuzione di 18F-FDG, dunque, è un ottimo metodo per valutare la biodistribuzione del glucosio e la sua fosforilazione nei diversi distretti dell'organismo. Per i motivi sopra elencati, si tratta di uno strumento estremamente preciso e pulito (in seguito al decadimento, non vi è alcun accumulo cellulare di biomolecole).

## Applicazioni
Nell'imaging attraverso PET, il 18F-FDG può essere utilizzato per valutare il metabolismo del glucosio nel cuore e nell'encefalo. Può essere utilizzato anche per la visualizzazione delle masse tumorali, che consumano una quantità molto alta di glucosio (fenomeno noto come effetto Warburg). Il 18F-FDG viene incorporato dalle cellule, fosforilato dalla esochinasi (la cui isoforma mitocondriale ha altissima concentrazione nei tumori maligni)  e reso dunque troppo carico per uscire spontaneamente dalla cellula. Solo i tessuti ad alta attività metabolica, dunque, intrappolano l'FDG in gran quantità. L'FDG, dunque, può essere utilizzato in applicazioni della PET per diagnosticare, valutare la progressione o monitorare l'efficacia della cura di un tumore. Questa tecnica viene applicata in modo particolare per il linfoma di Hodgkin, i linfomi non Hodgkin e il carcinoma del polmone. Il suo utilizzo è stato approvato anche per la diagnosi della malattia di Alzheimer.

## Produzione e distribuzione
Negli anni settanta, Tatsuo Ido del Brookhaven National Laboratory fu il primo a descrivere la sintesi di 18F-FDG.
Per produrre 18F è necessario un bombardamento di molecole di ossigeno-18 con protoni ad alta energia. Ciò è possibile all'interno di specifici ciclotroni posti solitamente nelle immediate vicinanze del sito di iniezione (solitamente all'interno delle stesse strutture ospedaliere) a causa della ridotta emivita del 18F.
La produzione del 18F può essere svolta attraverso il bombardamento del 20Ne con fasci accelerati di deuteroni ottenendo un prodotto a bassa attività specifica (solitamente come molecola biatomica di fluoro F2, nella quale solo una piccolissima frazione di fluoro è radioattiva), ma dalla metà degli anni '80 viene effettuata attraverso un bombardamento protonico di acqua arricchita in 18O, causando una reazione nucleare di tipo (p,n) sul 18O che produce 18F in forma di acido fluoridrico (HF). Il 18F- (18-fluoruro) così ottenuto viene immediatamente attaccato al desossiglucosio, attraverso una serie di reazioni chimiche che si svolgono nella cosiddetta camera calda, il luogo preposto al trattamento dei radioisotopi.
In seguito, il FDG marcato (con emivita di soli 109.8 minuti) viene rapidamente trasportato nel luogo di utilizzo. Qualora il ciclotrone e la camera calda non siano nelle immediate vicinanze del sito di iniezione, possono addirittura essere organizzati servizi di trasporto aereo del composto, per evitare che esso presenti una marcatura insufficiente nel momento dell'analisi PET.